# متلازمة المنتج الثاني

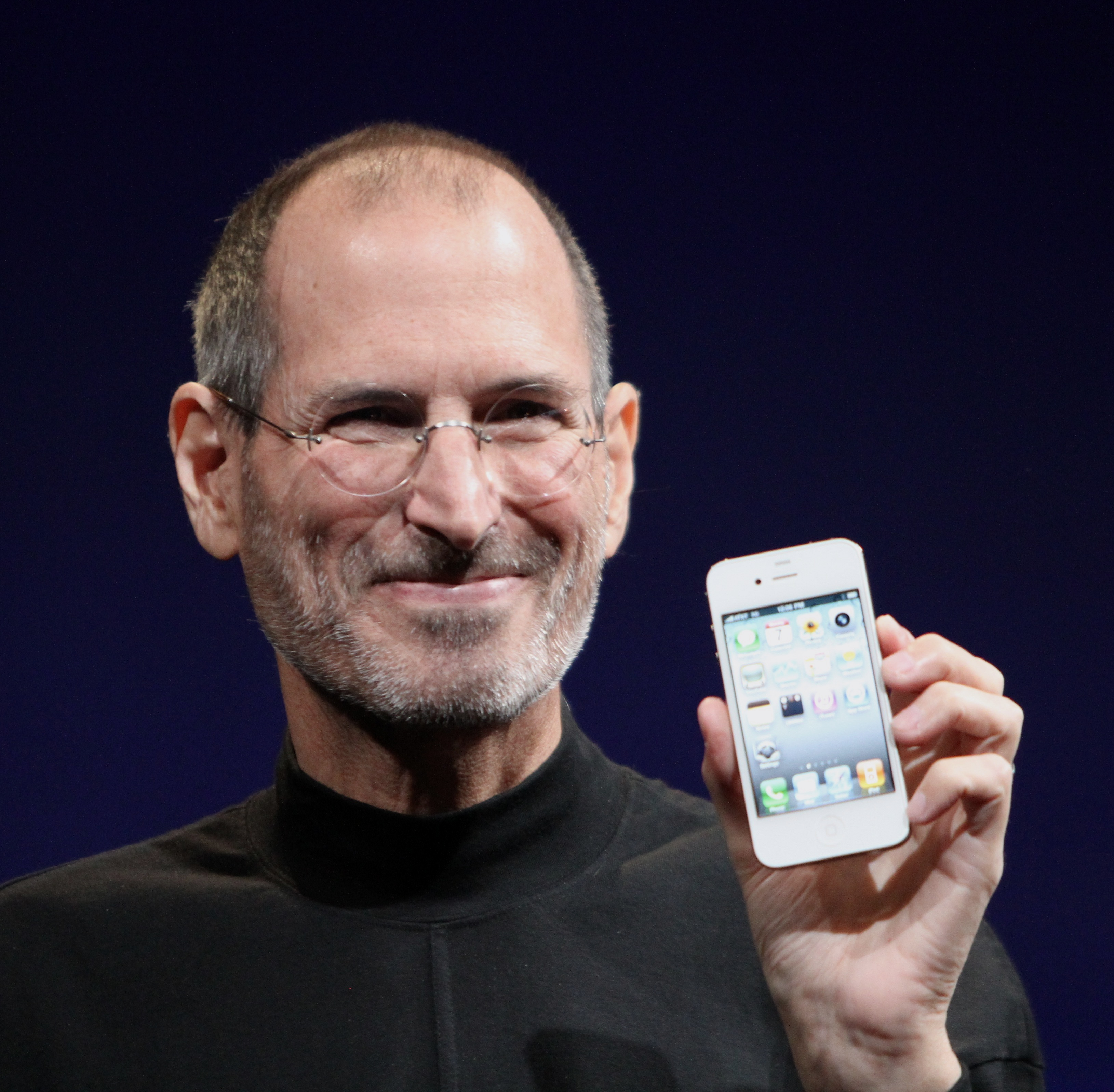
ستيف جوب

متلازمة المنتج الثاني (أو كما يعرف أيضًا متلازمة فشل المنتج الثاني) وهو منظور تجاري تحدث عنه ستيف جوبز وقدمه في الفيلم الوثائقي قصة بيكسار. وكما يصف ستيف جوبز هذا المفهوم بانه عندما تصنع الشركة  منتج أول ناجح للغاية، ستصبح بعده أكثر طموحًا وتفاخرًا.  ثم تقرر الشركة بعد ذلك المضي قدمًا في صناعة المنتج الثاني دون التحقيق وفهم الاسباب وراء نجاح المنتج الأول. لذا، سينتهي غالبا المنتج الثاني  بالفشل. وايضا صرح جوبز بتجربته مع متلازمة المنتج الثاني في شركة التكنولوجيا Apple وهي  «لقد عشت  خلال Apple - حيث لاقى Apple II نجاحا باهرا ولاقى Apple III فشلا ذريعا -  ورأيت ان الكثير من الشركات لا تتغلب على هاته المتلازمة».

## خلفية

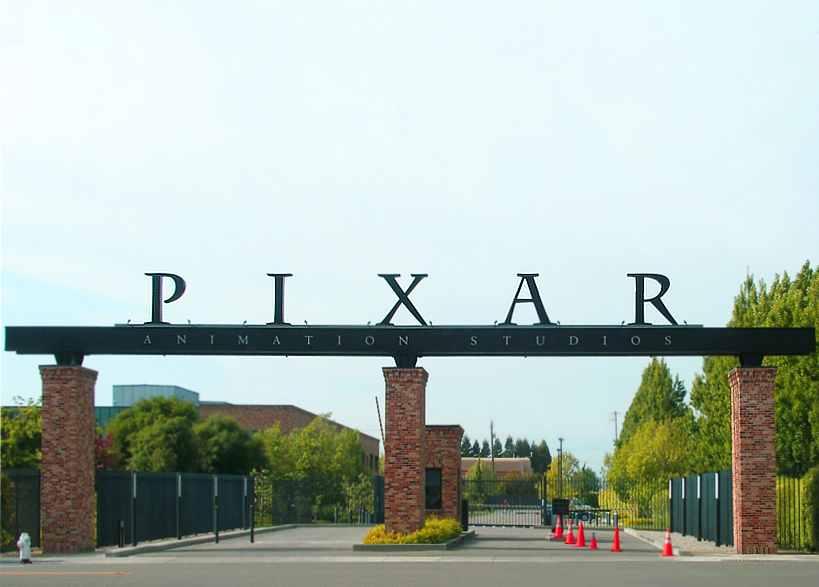
استدية بكسار للرسوم المتحركة

قدم مفهوم متلازمة المنتج الثاني من قبل ستيف جوبز خلال فترة تواجده في بيكسار، وهو استوديو أمريكي لصناعة أفلام رسوم متحركة بالحاسوب  ويعد من ضمن استوديوهات ديزني. ويعد أول فيلم انتجته بيكسار فيلم "حكاية لعبة" الذي حقق نجاحًا كاسحا في ذلك الوقت. حيث تضاعفت طموحات بيكسار بعد الفيلم، وكانت الشركة مصممة على إثبات أن نجاح فيلمهم حكاية لعبة لم يكن نجاحا عابرا.من ثم قررت بيكسار أن تنتج فيلمها الثاني وسيكون مبنيا على قصة حشرة وسمي الفيلم "حياة حشرة". وسربت معلومات فيلم بيكسار الثاني إلى الموظف السابق في ديزني جيفري كاتزينبيرق الذي كان يعمل في استديو دريم وورك في ذلك الوقت.ومن ثم قرر كاتزينبيرغ استخدام نفس مفاهيم الحشرات في فيلمهم الجديد "النمل" الذي يضم مجموعة من النمل.  عندها اتهمه جوبز بالسرقة الفكرية لسرقته فكرة بيكسار، وقد اعترف كاتزنبرغ بأنه سارع بإنتاج أنتز للتنافس ضد زملائه السابقين في ديزني لأن فيلم دريم وورك الأول "أمير مصر" كان من المقرر إطلاقه في عطلة عيد الشكر 1998، والذي تزامن مع نفس العطلة التي سيطلق فيه فيلم ''حياة حشرة". لقد أراد كاتزينبيرغ التعجل في إنتاج فيلم "النمل" واصداره للضغط على بيكسار ونجح بالفعل حيث أجبر بيكسار على تغيير تاريخ إصدارهم لـحياة حشرة بعدما تلقت بيكسار عرضًا من كاتزينبرغ ومفاده انه سوف يؤخر إنتاج فيلم"النمل" إذا ابعدت بكسار فيلمها "حياة حشرة"  حتى لا ينافس أمير مصر، صمم ستيف جوبز على رفض تغيير تاريخ إصدار الفيلم.وتحت ضغط كبير، لم يتراجع أي موظف في بيكسار وتم إصدار فيلم حياة حشرة في بداية أكتوبر 1998، بعد ستة أسابيع من إصدار دريم وورك لفيلمهم النمل. كان لفيلم حياة حشرة حبكة ملحمية أكثر من فيلم النمل وحقق ضعف ارباحه أيضا. بعد نجاح فيلم بيكسار الثاني، أدرك جوبز أهمية نجاح فيلم حياة حشرة.حيث ان الامر لم يقتصر  على التغلب على فيلم النمل في المبيعات والأرباح، بل والأهم من ذلك أثبات أن نجاح  لا يتوقف عند أول منتج لها.وفي وقت لاحق قدم جوبز  للشركات التي تريد إنتاج منتج ثان  مفهوم متلازمة المنتج الثاني المميت وقال: "هناك شيء كلاسيكي في الأعمال، وهو متلازمة المنتج الثاني. كنت قلقا للغاية بشأن منتجنا الثاني. وكان شعوري، لقد مررنا بفيلمنا الثاني، لقد نجحنا. كان الأول هو الأكثر خطورة، ولكن بعد ذلك، كان الفيلم الثاني لا يباعده في الخطورة ".

## تعريف
يختبر ظاهرة متلازمة المنتج الثاني رواد الأعمال الجدد بعد فترة وجيزة من نجاحهم في منتجهم الأول حيث يواجهون بعدها أول فشل تجاري لهم في منتجهم الثاني. حيث يفتن رواد الأعمال الجدد  بفكرة إنشاء منتج ثان لمواصلة نجاحهم في المنتج الأول.  ومع ذلك، تفشل أعمالهم في اجتذاب السوق بمنتجهم الثاني لأنهم لم يفهموا أبدًا الاسباب وراء نجاح وانتشار  المنتج الأول السوق في المقام الأول.  وفقًا لـجوبز، وقدلا يضمن نجاح المنتج الأول نجاحا للمنتج الثاني للشركة استنادًا إلى حقيقة أن المنتج الأول كان ناجحًا. وعندما تطلق الشركة المنتج الثاني، ستواجه  نفس مخاطر المنتج الأول.  وإذا كانت الشركة ترغب في نجاح المنتج الثاني، فينبغي ألا تعتمد الشركة على المبدأ الذي  ساهم في نجاح المنتج الأول ولكن يجب أن تنظر في تطوير المنتج بطريقة جديدة وبشكل منفرد عن المنتج الأول.

## الأعراض
فقًا لـ Hollister من مجلة Harvard Business Review، فإن الاعراض الأساسية لمتلازمة المنتج الثاني هو عدم قدرة الشركة على التنسيق بين التسويق والبحث والتطوير بالإضافة إلى الاعتقاد وافتراضات الإدارة بأن ماثبت نجاحه لأول مرة  ستضمن مقاييسه نجاح المنتج الثاني في المرة القادمة.  وفقًا لهوليستر: «كلما زاد نجاح المنتج الأول، أصبح المدراء أكثر اقتناعًا بقدرتهم على تقديم منتج آخر ناجح.» ويعاني المدراء من متلازمة المنتج الثاني وغالبًا ما يغيبون عن السبب وراء تمكن المنتج الأول من النجاح والانتشار في السوق ويهدف إلى التغلب على السوق دون تحليل منهجي واف أو على الاقل اكتساب قدرات يعول عليها. كما يفشلون في استخدام المنتج الأول الناجح كنقطة انطلاق نحو نجاح منتجهم الثاني من خلال تحسينه أو تقليل تكلفة الإنتاج.

## أسباب الفشل
تفترض الشركات التي تعاني من متلازمة المنتج الثاني غالبا أن منتجها الثاني سيكون سيلقى نجاحا  لأعتقادها ان نجاحها السابق يثبت ذكاء وحكمة الإدارة لذا سيلقى المنتج الثاني نفس النجاح.  ومع ذلك، عادة ما يتم إنشاء المنتج الأول للشركة من قبل فريق صغير ومركّز نسبيًا بهدف تجاري واحد وتواصل جيد ومنسجم. وفي هذه المرحلة، لا تحتاج الشركة إلى القلق بشأن العوامل التي تشتت مواصلة العمل المستمر على المنتج  أو الضغوطات لجعل المنتج الجديد متوافقًا مع مقاييس معينة. وعندما يتعلق الأمر بتصميم المنتج الثاني، تتغير مسؤوليات أعضاء الفريق الأصليين وعادة ما يقضون معظم وقتهم في التركيز على الإشراف على خط المنتج الحالي وتحسينه. لذلك، يصبح انسجام المنتج الثاني مع المقاييس مقلقا.كما تشعر الشركات أيضًا برغبة وطموح لا يقاومان في ابتكار وتطوير منتجهما الثاني دون تحليل منهجي للسبب وراء نجاح منتجهما الأول.حيث يقول ستيف جوبز  "مع المنتج الثاني، ينمو طموحهم ويصبحون أكثر عظمة، ومن ثم يفشل منتجهم الثاني.ان فشل منتجهم الثاني في تحقيق نجاح مدوي في السوق لأنهم حقًا لم يفهموا سبب نجاح منتجهم الأول في السوق.و من أجل دفع المنتج الثاني نحو قاعدة عملائها التي صنعوها  بالفعل، تخاطر الشركات بتجاهل نهج تطوير المنتج وتنتهي بمنتج ثانٍ لا يناسب السوق.وقد فشلت الشركات في اختبار وتحقيق طموحاتهم الخاصة بمنتجهم الثاني بتفانيهم الذي نحوه أول منتج ناجح. حيث أصبح العملاء أكثر صرامة في عملية التدقيقية للمنتج الثاني للشركة بسبب نجاح منتجها الأول. وبمجرد أن تواجه  التطبيقات وصفحات الويب الخالية من المخاطر في المنتج الأول مزيدًا من التدقيق من كل من عملائها الحاليين والمستقبليين - بما في ذلك أولئك الذين ليسوا من أوائل المستخدمين لمنتجات الشركة سيؤدي الخوف من إنشاء منتج ثانٍ لا يلبي حاجة العميل ويضعف من سمعة العلامة التجارية حيث ستسعى الشركات إلى التحقق من افتراضاتهم وفرضياتهم حتى على اصغر نسبة  من المستهلكين الحاليين قبل اطلاق المنتج الثاني إلى جمهور أوسع.و يمكن أن تعتمد الشركات كثيرًا على الأفكار المستمدة من نجاحها السابق وتغفل عن حقيقة أن المعلومات والأفكار يمكن أن تكون قديمة وليست ذات صلة بتطوير المنتج الثاني.كما إن الحصول على هذه الأفكار الموجودة في متناول اليد يمكن أن يقود رجل أعمال مفرط بثقته إلى تصديق أنه يعرف بالفعل عميله المستهدف ولا يقوم بإجراء تحليل ثانٍ ومتعمق للمنتج الثاني. وقد يختلف العملاء  للمنتج الأول عن عملاء المنتج الثاني بالنسبة لشركة ناشئة وقد تكون المشكلات التي يتعين على الشركة حلها للعملاء إما معالجة أو بحاجة إلى معالجتها بطريقة جديدة.قد  تصبح الشركات الناشئة ضحية لمتلازمة المنتج الثاني إذا افترضت أن تطوير المنتج في مجال واحد سيلبي جميع احتياجات عملائها تماما.وهنالك سبب آخر يؤدي إلى متلازمة المنتج الثاني الا وهو التكاليف التي سيتطلبه اختبار المنتج الجديد مرارا وتكرارا وسيحد الشركات من رغبتها في وستطلق منتجها الجديد في السوق.  ومن أجل  تقليل التكلفة، ترغب الشركات في استخدام نفس البنية التحتية ومراكز التوزيع ووذات التصميم للمنتج الأول  وتطبقه في المنتج الثاني. وتنجح هذه الطريقة فقط إذا كان المنتج الثاني له صفات مماثلة مع المنتج الأول لذا يتم تصنيعه  باستخدام نفس البنية التحتية، ونفس مراكز التوزيع. يمكن أن تقع الشركات ضحية لمتلازمة المنتج الثاني إذا افترضت أن جميع البنيات التحتية نفسها وصلات التوزيع وأسلوب التصميم ستتكيف مع جميع منتجاتها المستقبلية.و  تريد الشركات ذات البصيرة والخبرة القوية في الصناعة تخطي عملية تطوير المنتج الشاقة والقفز مباشرة إلى غالبية عملائها بدلاً من تطوير منتج مناسب يتناسب مع السوق.  ومع ذلك، فإن الرؤية والمعرفة السابقة مكملة فقط لمنتج ناجح.  حيث قد يؤدي تجاهل التحقق من الفرضية إلى قيام الشركة التجارية بإنتاج منتج غير متبنى أو إنفاق الكثير من المال لتغيير المنتج بشكل نهائي.  تقع الشركات  ضحايا لمتلازمة المنتج الثاني إذا فشلت في التحكم في دوافعها وقضت المزيد من الوقت في نحت منتجها الثاني قبل اطلاقه.

## في الشركة المبتدئة
اقترح Parilee Edison في مقاله «متلازمة المنتج الثاني» أن العديد من الشركات الناشئة تتأثر بمتلازمة المنتج الثاني. وعندما ينجح رواد الأعمال البارعين ببدء صنع منتج وعندما يلقى منتجهم الأول نجاحا سيفترض رواد الأعمال أنه يمكنهم ببساطة مواصلة نجاحهم ويشرعون باطلاق منتج اخر بدلاً من البدء بصناعة منتج ثانٍ مناسب مع السوق. لذلك، ينتهي المنتج الثاني عادة في موقف خطير. عادة، حيث تشير درجة نجاح أول تشغيل لمنتج إلى احتمال فشل تشغيل المنتج الثاني للشركات. وكلما كانت أول إدارة للشركة  أكثر نجاحًا، زادت احتمالية تعرض الإدارة الثانية لخطر الفشل.  في البداية، كان الهدف النهائي لادارة الشركات الناشئة هو إنتاج منتج مناسب للسوق وتوسيع نطاق الشركة. غالبًا ما يتجاهل رجال الأعمال تسلسل الخطوات الضيقة والمعقدة في بدء عملهم الثاني ويرغبون في الانتقال إلى جزء أكثر تحديًا وإثارة مثل «الإستراتيجية طويلة المدى والمبيعات والتسويق وثقافة الشركة والمزيد» بدلاً من البدء من فكرة عمل جديدة وأساسية. حيث تتخطى الشركة التفاصيل المفصلية التي تحدد نجاح منتجها الثاني وتفترض أن ما نجح في المرة الأولى سيكرر نفسه بطريقة سحرية مرة أخرى.